# Zubovo
Zubovo (macedónul: Зубово) település Észak-Macedóniában, a Délkeleti körzetben, a Novo Szelo-i járásban.

## Népesség
| Lakosok száma | 397  | 480  | 580  | 657  | 713  | 733  | 694  | 648  | 447  |
|               | 1948 | 1953 | 1961 | 1971 | 1981 | 1991 | 1994 | 2002 | 2021 |

- 2002-ben 648 lakosa volt, akik közül 446 macedón és 2 szerb.